# Bachtijar Bajsieitow (piłkarz)
Bachtijar Danijarowicz Bajsieitow, oryg. Бахтияр Даниярович Байсеитов (ur. 27 sierpnia 1952 we wsi Kapłanbek, Kazachska SRR) – kazachski piłkarz, grający na pozycji napastnika, trener piłkarski.

## Kariera piłkarska

### Kariera klubowa
Po ukończeniu Instytutu Pedagogicznego w Szymkencie rozpoczął karierę piłkarską w miejscowym Metałłurgu Szymkent. W 1980 klub został reorganizowany w Meliorator Szymkent, w którym zakończył karierę piłkarza w roku 1985. W 1993 pracując na stanowisku głównego trenera Kajratu Ałmaty rozegrał jeden mecz w jego składzie.

### Kariera reprezentacyjna
W 1992 debiutował w narodowej reprezentacji Kazachstanu w meczu z Libią.

## Kariera trenerska
Po zakończeniu kariery piłkarza rozpoczął pracę szkoleniowca. Od 1986 do 1988 prowadził rodzimy klub Meliorator Szymkent. W 1989 został zaproszony do sztabu szkoleniowego Kajratu Ałmaty, gdzie najpierw pomagał trenować, a od 1992 do 1993 prowadził Kajrat. W roku 1992 również został mianowany na stanowisko selekcjonera narodowej reprezentacji Kazachstanu, którą kierował do 1993 roku. Zespół pod jego kierownictwem rozegrał siedem gier. Od 7 czerwca 2003 do 29 maja 2004 oraz od 21 września do końca 2004 roku ponownie prowadził klub z Szymkentu, który już nazywał się Ordabasy Szymkent. W grudniu 2005 został mianowany na stanowisko głównego trenera klubu Kajrat KTŻ Ałmaty, w którym pracował do czerwca 2006. Od 9 sierpnia do końca 2006 roku pracował jako doradca Prezesa Kazachskiej Federacji Futbolu. W 2007 roku (od 20 lipca) prowadził FK Atyrau. 19 sierpnia 2015 po raz kolejny stał na czele Ordabasy Szymkent.

## Sukcesy i odznaczenia

### Sukcesy piłkarskie
Meliorator Szymkent
- mistrz Wtoroj ligi ZSRR: 1985

### Sukcesy trenerskie
Meliorator Szymkent
- wicemistrz Wtoroj ligi ZSRR: 1987
- brązowy medalista Wtoroj ligi ZSRR: 1986

Kajrat Ałmaty
- mistrz Kazachstanu: 1992
- zdobywca Pucharu Kazachstanu: 1992

### Odznaczenia
- tytuł Zasłużonego Trenera Kazachstanu